# 长圆叶杜英
长圆叶杜英（学名：Elaeocarpus oblongilimbus）为杜英科杜英属下的一个种。

## 扩展阅读
- 維基物種上的相關：长圆叶杜英